# Lê hồ Ngũ Nhân
Lê hồ Ngũ Nhân (梨壺の五人 Nashitsubo no gonin) (năm người ở buồng lê) là một nhóm các nhà thơ thời kỳ Heian và các học giả đã tham gia cộng tác trong việc biên soạn tuyển tập Gosen Wakashū. Họ cũng biên soạn kundoku (訓読; Huấn Độc) bài đọc cho các văn bản từ Man'yōshū. Nhóm bao gồm những người sau đây:
- Ōnakatomi no Yoshinobu (大中臣能宣, (921-991)
- Minamoto no Shitagō (源順, 911-983)[1]
- Kiyohara no Motosuke (清原元輔, 908-990)
- Sakanoue no Mochiki (坂上望城, khuyết ngày tháng)
- Ki no Tokibumi (紀時文, 922-996)